# Ponte aortocoronária
É chamada ponte de safena a cirurgia que usa uma parte da veia safena da perna para desviar sangue da aorta (principal artéria do corpo, que sai do coração) para as artérias coronárias (que irrigam o coração). São também utilizadas as artérias radial (braço) e mamária (tórax).
O nome completo da cirurgia é cirurgia de revascularização miocárdica (referente ao miocárdio, músculo que compõe o coração) por ponte de safena aorto-coronária. Os tipos existentes só dependem de qual artéria coronária receberá a safena. Essa operação é indicada para aqueles pacientes que têm comprometimento da irrigação cardíaca (isquemia) por obstrução de artérias, com risco de enfarte (morte do músculo cardíaco por falta total de irrigação sanguínea). A doença arterial coronariana é causada pelo acúmulo de substâncias gordurosas (ateromas) nas paredes das coronárias (do coração). Com o passar do tempo, esse acúmulo causa o enrijecimento e estreitamento das paredes internas das artérias coronárias, limitando o suprimento de sangue rico em oxigênio para o músculo do coração, o que pode causar dor no peito (angina) e/ou aumentar seu risco de sofrer um ataque cardíaco. Caso esse acúmulo de gordura seja desenvolvido nas artérias coronárias, o médico pode recomendar uma angioplastia coronariana, ou cirurgia de revascularização do miocárdio, para remover o depósito de gordura ou substituir as artérias lesadas.
Se for usada a veia safena, ela é cirurgicamente removida da perna. O enxerto da veia é então costurado desde a aorta (a grande artéria que parte do coração) até a artéria coronária abaixo do local de bloqueio. O sangue rico em oxigênio flui da aorta, ao longo do enxerto da veia safena, e passa pelo local de bloqueio até a artéria coronária para nutrir o músculo cardíaco. Se for usada uma artéria mamária, ela é mantida intacta em sua origem porque transporta sangue rico em oxigênio, passando originalmente pela aorta, e é costurada à artéria coronária além do local de bloqueio.
Outra forma de reperfundir uma artéria obstruída é a angioplastia, que é feita através da inserção de um catéter. Na angioplastia utiliza-se um stent para promover a reperfusão.
O esterno, osso que une as costelas, é quebrado para tornar possível a realização do procedimento. Depois de findada a cirurgia, o esterno é suturado com fios de aço.

### Parâmetros pré-operatórios
Um estudo recente aplicou modelos de redes complexas direcionadas para prever parâmetros intraoperatórios em cirurgias de revascularização miocárdica, como o tempo total da cirurgia (TST) e o tempo de circulação extracorpórea (CBT). Os resultados revelaram que parâmetros pré-operatórios do eritrograma (ex: contagem de células vermelhas – RBC) e da gasometria arterial (HCO₃-, TCO₂) são preditores críticos para ambos os indicadores. Especificamente, a RBC emergiu como o principal preditor do TST (maior relevância na rede: eigenvector = 0.4327), enquanto a pressão arterial diastólica (DBP) foi a variável mais relevante para o CBT (eigenvector = 0.3819). Esses achados destacam a interconexão entre fatores hematológicos, hemodinâmicos e de perfusão tecidual no planejamento cirúrgico, reforçando a importância de avaliações pré-operatórias integradas para otimizar desfechos.
1. ↑  «Bypass coronário robótico | Hospital da Luz». www.hospitaldaluz.pt. Consultado em 28 de janeiro de 2023
2. ↑  Bertolucci, Vanessa; Ninomiya, André Felipe; Souza, João Paulo; Barbosa, Felipe Fernandes Pires; Nonose, Nilson; de Carvalho, Lucas Miguel; Scariot, Pedro Paulo Menezes; dos Reis, Ivan Gustavo Masseli; Messias, Leonardo Henrique Dalcheco (março de 2025). «Association of Preoperative Parameters on Intraoperative Indicators in Myocardial Revascularization Surgery: Insights from a Targeted Complex Network Model». Surgeries (em inglês) (1). 1 páginas. ISSN 2673-4095. doi:10.3390/surgeries6010001. Consultado em 27 de fevereiro de 2025